# Domenico Crivelli
Domenico Francesco Maria Crivelli (Brescia, 7 giugno 1793 – Londra, 31 dicembre 1856) è stato un tenore e maestro di canto italiano naturalizzato inglese, conosciuto semplicemente come Signor Crivelli dai suoi contemporanei.

## Biografia
Nato e vissuto in Lombardia, nel 1817 seguì oltremanica il padre Gaetano Crivelli (1768-1836), che era stato appena assunto come primo tenore dal King's Theatre di Londra.
Sulla scia del padre, Domenico divenne anch'egli tenore e, nel 1823, quando fu fondata la Real Accademia di Musica, vi entrò come primo professore di canto, incarico che continuò a ricoprire fino alla sua scomparsa, insegnando a quelli che sarebbero divenuti i maggiori cantanti lirici inglesi del XIX secolo.
Morì il 31 dicembre 1856, a 71 anni, nella sua casa di Upper Norton Street a Portland Place; fu sepolto nel cimitero di Kensal Green.
Fra le sue opere didattiche bisogna citare L'arte del canto (1841), scritto in italiano e in inglese e tradotto in numerose lingue, che fu per molti anni uno dei testi base nello studio del canto lirico presso le accademie britanniche.